# Ján Droják
Ján Droják (11. září 1922 – 18. ledna 2004) byl slovenský fotbalista, útočník.

## Fotbalová kariéra
V československé lize hrál za AC Sparta Považská Bystrica. Dal 3 ligové góly. V roce 1943 nastoupil za Slovensko v 1 utkání proti Chorvatsku v Záhřebu. V sezóně 1942-43 byl nejlepším střelcem tehdejší slovenské fotbalové ligy.

## Ligová bilance
| Ročník                     | Zápasy | Góly | Klub                        |
| -------------------------- | ------ | ---- | --------------------------- |
| Státní liga 1945/46        | -      | 3    | AC Sparta Považská Bystrica |
| Československá liga CELKEM | -      | 3    |                             |